# Daniel Aquino Loureiro
Daniel Aquino Loureiro es un deportista brasileño que compitió en judo. Ganó una medalla de plata en el Campeonato Panamericano de Judo de 2005, en la categoría de –60 kg.

## Palmarés internacional
| Campeonato Panamericano | Campeonato Panamericano | Campeonato Panamericano | Campeonato Panamericano |
| Año                     | Lugar                   | Medalla                 | Categoría               |
| ----------------------- | ----------------------- | ----------------------- | ----------------------- |
| 2005                    | Caguas (Puerto Rico)    | Medalla de plata        | –60 kg                  |